# Israel Kleiner
Israel Kleiner é um matemático canadense.
Obteve um doutorado em 1967 na Universidade McGill, orientado por Joachim Lambek, com a tese Lie modules and rings of quotients.
Recebeu o Prêmio Lester R. Ford de 1995.

## Obras
- Excursions in the history of mathematics, Springer 2011
- A history of abstract algebra, Birkhäuser 2007
- Rigor and proof in mathematics - a historical perspective, Mathematics Magazine, Band 64, 1991, S. 291-314 (erhielt den Allendoerfer Award)
- The evolution of Group Theory - a survey, Mathematics Magazine, Band 59, 1986, S. 195-215 (erhielt den Allendoerfer Award, wieder abgedruckt in Alexanderson The harmony of the world - 75 years of Mathematics Magazine, MAA 2007)
- Evolution of the function concept: a brief survey, College Mathematics Journal, Band 20, 1989, Nr.4 (erhielt den Polya Award)
- mit Nitsa Movshovitz-Hadar The role of paradoxes in the evolution of mathematics, The American Mathematical Monthly, Band 101, 1994, S. 963 (erhielt den Lester R. Ford Award)
- The roots of commutative algebra in algebraic number theory, Mathematics Magazine, Band 68, 1995, S. 3-15, wieder abgedruckt (mit The evolution of group theory und Evolution of the function concept) in Victor Katz, Robin Wilson, Marlow Anderson Who gave you the epsilon ? And other tales of mathematical history, MAA, Spectrum Series, 2009
- The genesis of the abstract ring concept, American Mathematical Monthly, Band 103, 1996, S. 423
- A sketch of the evolution of (non-commutative) ring theory, L´Enseignement Mathematique, Band 33, 1987, S. 227-267
- From numbers to rings - an early history of ring theory, Elemente der Mathematik, Band 53, 1998, S. 18-35
- Field theory: from equations to axiomatization, 2 Teile, American Mathematical Monthly, Band 106, 1999, S. 677-684, 859-863
- Emmy Noether- highlights in her life and work, L´Enseignement Mathematique, Band 38, 1992, S. 103-124
- From Fermat to Wiles, Elemente der Mathematik, Band 55, 2000, S. 19-37
- Thinking the unthinkable - the story of complex numbers (with a moral), Mathematics Teacher, Band 81, 1988, S. 583-582
- The teaching of abstract algebra - an historical perspective, in Frank Swetz, Otto Bekken, Bengt Johansson, John Fauvel, Victor Katz (Herausgeber) Learning from the masters, MAA 1994
- A historically focused course on abstract algebra, Mathematics Magazine, Band 71, 1998, S. 105-111
- The principle of continuity- a brief history, Mathematical Intelligencer, 2006, Nr.4